# Ioannis Damanakis
Ioannis Damanakis (2 de outubro de 1952) é um ex-futebolista profissional grego que atuava como atacante.

## Carreira
Ioannis Damanakis defendeu a Seleção Grega de Futebol, na histórica presença na Euro 1980.

## Ligações Externas
- Perfil em Fifa.com (em inglês)